# Arvieu
Arvieu è un comune francese di 880 abitanti situato nel dipartimento dell'Aveyron, nella regione dell'Occitania.

## Storia

### Simboli
Lo stemma riunisce il blasone dei de Vigouroux d'Arvieu (d'azzurro, alla croce d'oro, di otto punte), che furono gli ultimi signori del luogo, e quello dei Landorre (di rosso, al leone d'oro), che furono i primi baroni.

## Società

### Evoluzione demografica
Abitanti censiti